# Textotheca caffra
Textotheca caffra är en svampart som beskrevs av Matsush. 1996. Textotheca caffra ingår i släktet Textotheca, divisionen sporsäcksvampar och riket svampar.   Inga underarter finns listade i Catalogue of Life.